# Breakfast Club (zespół muzyczny)
Breakfast Club – amerykański zespół dance-pop. Ich największym przebojem był utwór „Right On Track”, który doszedł do 7 miejsca amerykańskiej listy przebojów (U.S. Pop Charts).

## Historia zespołu
Zespół został założony w Nowym Jorku w 1979 przez Madonnę i jej ówczesnego chłopaka Dana Gilroya. Jego skład ulegał częstym zmianom. We wczesnych latach 80. tworzyli go: Madonna (perkusja), Angie Smit grająca na gitarze basowej oraz bracia Dan i Ed Gilroy, grający na gitarach. Dan również był wokalistą zespołu.
Marząca o karierze wokalnej Madonna opuściła wkrótce zespół i założyła grupę Emmy. W połowie lat 80. Breakfast Club składał się z braci Gilroy (na gitarze grał wyłącznie Ed, natomiast Dan skupił się wyłącznie na wokalu), Gary’ego Burke grającego na basie, Paula Kauka na syntetatorze i Stephena Braya na perkusji. Stephen Bray i Burke wcześniej grali w zespole Madonny Emmy.
Breakfast Club podpisał kontrakt z Ze Records, które wypuściło w 1987 ich tytułowy album The Breakfast Club. Znalazł się on na amerykańskich listach przebojów Top 40 z utworem „Right On Track”. W późniejszym czasie do zespołu dołączył Randy Jackson (gitara basowa) i E. Doctor Smith (perkusja).
Zespół pracował nad drugim albumem, który ostatecznie został nagrany, ale nigdy go nie wydano. Ostatnim singlem Breakfast Club był cover utworu „Drive My Car” z filmu License to Drive zespołu The Beatles. Wkrótce po tym zespół rozpadł się.

## Dyskografia

### Albumy studyjne
1. 1987 – The Breakfast Club

### Single
1. 1987 – „Kiss and Tell” (#48 U.S.)
2. 1987 – „Never Be the Same” (#91 UK)
3. 1987 – „Right on Track” (#7 U.S., #54 UK)
4. 1988 – „Rico Mambo”
5. 1988 – „Expressway to Your Heart”
6. 1988 – „Drive My Car”